# Шаумянівський район
Шаумянівський район (вірм. Շահումյանի շրջան) — колишній район Нагірно-Карабаської Республіки. В ході Другої карабаської війни район був повністю звільнений Азербайджаном.

## Географія
На сході межував з Мартакертським районом, на південному сході з Кашатазьким районом, на півдні із Сюніком, на південному заході з Вайоц-Дзором, на заході з Гегаркуніком та на півночі з Азербайджаном.
Район був розташований на північному заході Нагірно-Карабаської Республіки. Найбільшими річками були: Трту, Левонагет, Цар, Карахач та Тутхун. В районі було розташоване найбільше озеро Нагірно-Карабаської Республіки — Мец Аль, а поруч із ним і Покр Аль (в перекладі з вірменської «мец» означає «великий», а «покр» — «маленький»).

## Транспорт
У Шаумянівському районі була найгірша ситуація з транспортом в усій республіці. Існує всього одна-дві більш-менш нормальні траси: Варденіс — Дрмбон (далі на Степанакерт та Мартакерт) та відгалуження від цієї траси на Карвачар.
Регулярно курсували автобуси Карвачар — Степанакерт, Карвачар — Варденіс (Єреван) та Єреван — Мартакерт (щоденно, по п'ятницям до Гетавана).

## Населення
Район можна умовно поділити на дві частини: ту, що розташована на південь від Мравського хребта, та ту, що розташована на північ. До військового конфлікту 1987–1994 рр. південну частину заселяли курди, яких сюди переселила Персія у XVIII столітті. За часів НКР там проживали переважно внутрішньо переміщені особи з північної частини району та біженці з Азербайджану. Північна частина району до конфлікту була населена вірменами, але через Літній наступ азербайджанських військ 1992 уся північна частина району перейшла під контроль Національної армії Азербайджану. Південна частина перейшла під контроль Армії Оборони Нагірно-Карабаської Республіки. 
Попри те, що район далеко не найменший за площею, але за кількістю населення та за його щільністю займає останнє місце в республіці. За результатами перепису 2005 року, населення становило всього 2 560 осіб.

## Пам'ятки історії та архітектури

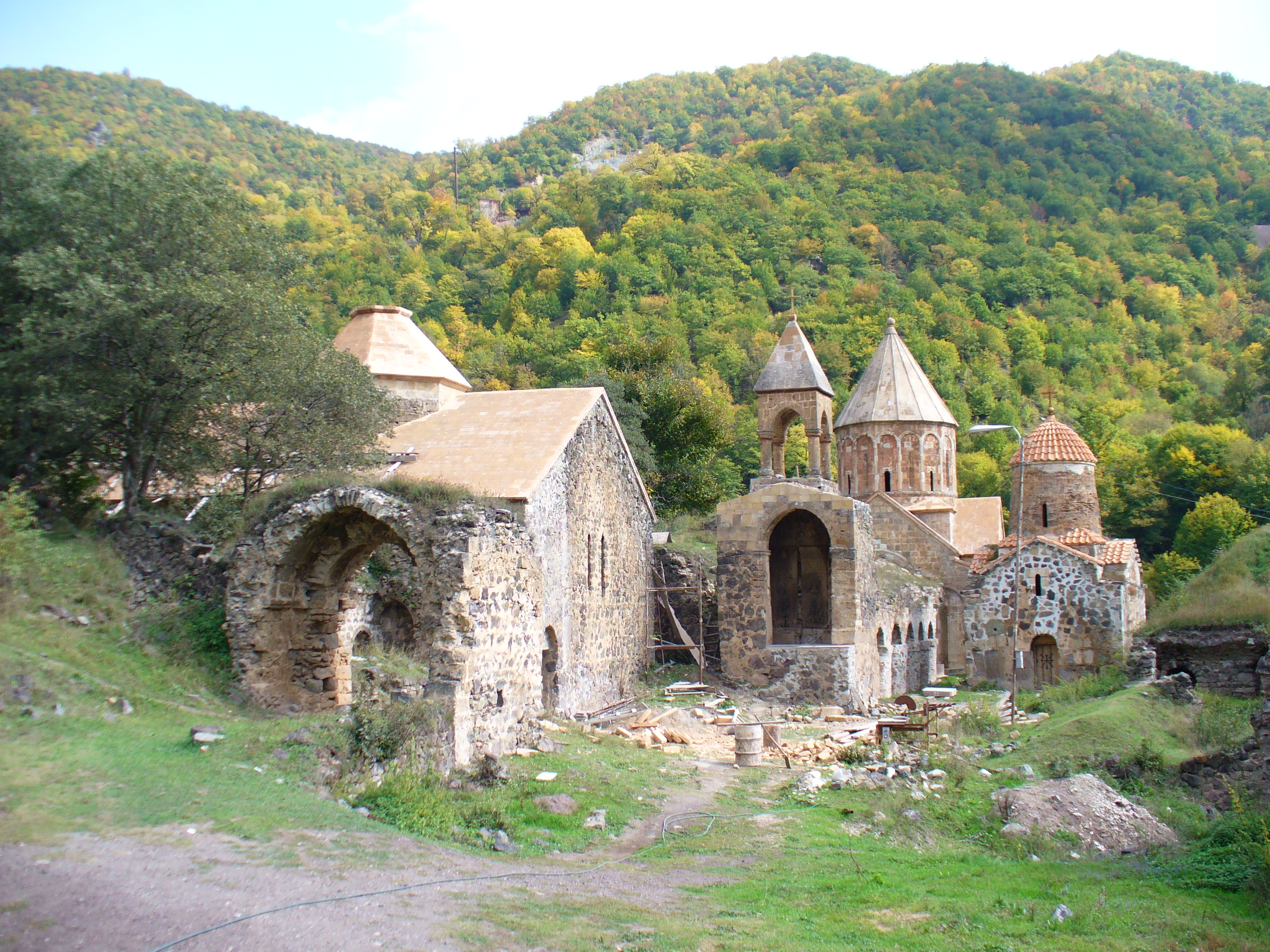
Монастир Дадіванк

- Монастир Дадіванк;
- Фортеця Бердкунк;
- Фортеця Левонаберд;
- Фортеця Андаберд;
- Монастир Месропаванк;
- Цара Сурб Аствацацин монастир;
- Джермаджур — курорт, термальне джерело;

та інші